# Melanis lycea
Melanis lycea is een vlindersoort uit de familie van de prachtvlinders (Riodinidae), onderfamilie Riodininae.
Melanis lycea werd in 1823 beschreven door Hübner.